# Panalo (Ez Mil)
Panalo è un singolo rapper filippino-statunitense Ez Mil, pubblicato il 9 giugno 2021 dall'album di debutto Act 1.

## Video Musicale
il video, diretto da LaloTheGiant, è stato pubblicato il 9 giugno 2021.

## Tracce
Testi di Ezekiel Miller.
1. Panalo – 3:38 (testo: Ezekiel Miller)